# Calonotos longipennis
Calonotos longipennis är en fjärilsart som beskrevs av Rothschild 1911. Calonotos longipennis ingår i släktet Calonotos och familjen björnspinnare. Inga underarter finns listade i Catalogue of Life.